# Marc van Hintum
Marinus Gerardus Adrianus van Hintum detto Marc (Oss, 22 giugno 1967) è un allenatore di calcio ed ex calciatore olandese, di ruolo difensore.

## Palmarès

### Club

#### Competizioni nazionali
- Campionato tedesco di seconda divisione: 1

Hannover 96: 2001-2002